# 전주한일고등학교
전주한일고등학교(全州韓一高等學校)는 대한민국 전북특별자치도 전주시 완산구 서신동에 있는 사립 고등학교이다.

## 학교 연혁
- 1983년 4월 22일 : 학교법인 안흥학원 설립인가
- 1983년 4월 25일 : 초대 이사장 안성호 선생 취임
- 1983년 9월 1일 : 학교 부지정리 및 본관 1,800평 기공
- 1983년 12월 14일 : 전주한일고등학교 설립인가, 학년당 8학급 (완성학급 24학급)
- 1984년 3월 1일 : 개교, 초대 교장 김재규 선생 취임
- 1984년 3월 5일 : 제1회 입학식(491명 입학)
- 1984년 10월 27일 : 본관 준공 및 개교기념행사
- 1987년 2월 11일 : 제1회 졸업식(475명 졸업)
- 1987년 3월 28일 : 화산생활관 3,025m2 준공
- 1991년 3월 27일 : 강당 1,384m2 준공
- 2009년 8월 5일 : 식생활관 1,102m2 준공
- 2016년 1월 1일 : 제4대 이사장 안종식 선생 취임
- 2020년 9월 1일 : 제7대 교장 김중근 선생 취임
- 2020년 11월 26일 : 다목적 체육관 748m2 준공
- 2024년 1월 26일 : 제38회 졸업식(234명 졸업) (총 졸업생 14,918명 배출)
- 2024년 3월 4일 : 제41회 입학식(257명 입학)

## 참고 자료
- 전주한일고등학교 - 한국교육학술정보원 학교알리미